# Energetic Disassembly
Energetic Disassembly är debutalbumet till det amerikanska progressiv metal-bandet Watchtower, utgivet 1985 av skivbolaget Zombo Records.

## Låtlista
Sida A
1. "Violent Change" – 3:22
2. "Asylum" – 3:48
3. "Tyrants in Distress" – 5:59
4. "Social Fears" – 4:41

Sida B
1. "Energetic Disassembly" – 4:39
2. "Argonne Forest" – 4:38
3. "Cimmerian Shadows" – 6:35
4. "Meltdown" – 3:59

Alla låtar skrivna av Doug Keyser

## Medverkande
Musiker (Watchtower-medlemmar)
- Jason McMaster – sång
- Billy White – gitarr
- Doug Keyser – basgitarr
- Rick Colaluca – trummor

Produktion
- Watchtower – producent